# Hagop Kazazian Pascha

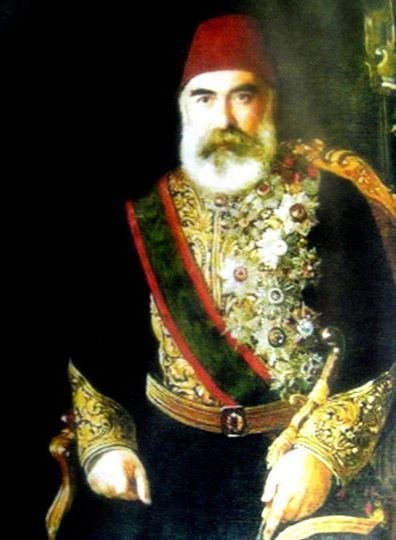
Hagop Kazazian Pascha

Hagop Kazazian Pascha (armenisch Հագոբ Կազազյան փաշա, türkisch Agop Kazazyan Paşa; * 1833 in Istanbul; † 1891 ebenda) war ein hochrangiger osmanischer Beamter und Politiker armenischer Abstammung, der osmanischer Finanzminister und Schatzmeister unter der Herrschaft von Sultan Abdülhamid II. war.

## Biografie

### Leben und frühe Karriere
Hagop Kazazian stieg in der Bürokratie des osmanischen Staates auf. In den frühen Jahren seiner Karriere war er Leiter der Übersetzungsabteilung der Ottomanischen Bank. Nachdem er ein Amtsvergehen in der Bank aufgedeckt hatte, wurde er vom Generaldirektor der Ottomanischen Bank zu Sultan Abdülhamid II. bestellt.
Der in seinem gesamten Leben unverheiratet bleibende Hagop Kazazian lebte mit seiner Mutter im Bezirk Yeniköy von Istanbul. Seit Kazazian als Nicht-Katholik vom Papst mit dem Orden des St. Gregors des Großen ausgezeichnet wurde, baute er Beziehungen zur armenisch-katholischen Kirche auf, einer Minderheitskirche innerhalb der armenischen Gemeinde, die ein eigenständiges millet bildete.

### Ämter
Abdülhamid II. ernannte Kazazian 1879 zum Direktor des Schatzamtes und im darauffolgenden Jahr, als das Schatzamt in ein Ministerium umgewandelt wurde, zum Minister. Unter Kazazian wurde das Schatzamt reformiert, 1887 wurde er zum Finanzminister ernannt. Als er Widerstand gegen seine Reformpläne und Ausgabenkürzungen erleben musste, erklärte er seinen Rücktritt. Der Sultan lehnte den Rücktritt ab und unterstützte Kazazian in seinen Reformbemühungen.
Als einflussreicher Mann setzte sich Kazazian für Sarkis Balyan ein, einen berühmten Architekten, der wegen angeblicher politischer Aktivitäten nach Frankreich exiliert wurde. Kazazian war Mitglied der 1863 etablierten Armenischen Nationalversammlung, die weltliche Angelegenheiten der osmanischen Armenier innerhalb des Millet-Systems regelte.
Kazazian wurde der Titel Pascha sowie eine Reihe von Orden des Sultans vergeben.

### Tod und Nachwirken
Hagop Kazazian Pascha starb 1891 bei einem Reitunfall auf dem Grundstück des Kalender Kasrı und erhielt ein Staatsbegräbnis. Kazazian wurde als Minister des Schatzmeisteramtes vom Armenier Mikael Portukal Pascha abgelöst, der bis 1897 diente und seinerseits vom Armenier Ohannes Pascha abgelöst wurde.